# مبنى بيت التأمين

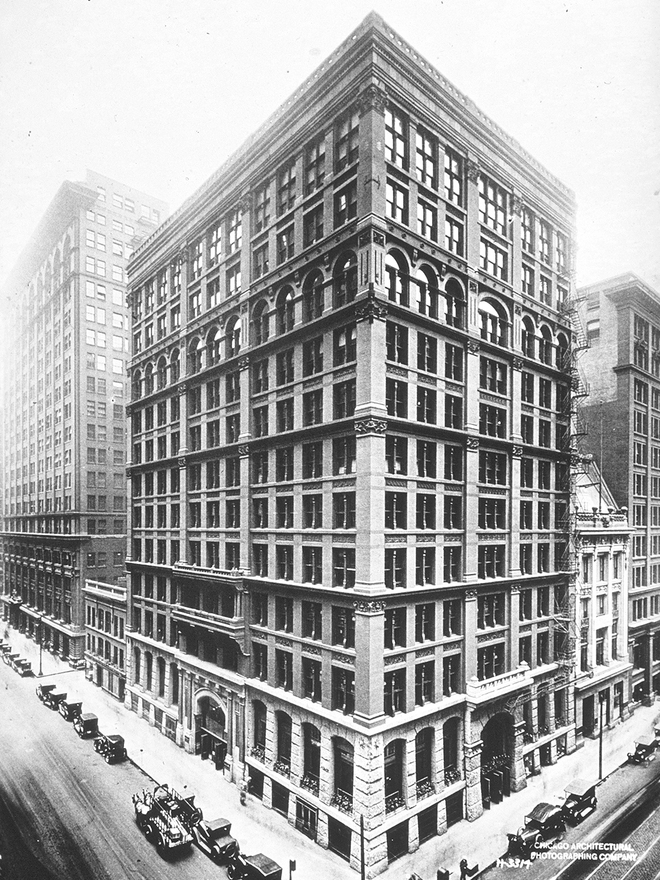
أول ناطحة سحاب في العالم

مبنى بيت التأمين (بالإنجليزية: Home Insurance Building)‏ كان أول ناطحة سحاب تقام عام 1885 في شيكاغو، صممه المهندس المعماري ويليام لي بارون جيني، ويبلغ ارتفاعه 42 مترا، ويتكون من 10 طوابق وكان يعتبر أول ناطحة سحاب في العالم وقتها، وفي عام 1890 تم إضافة طابقين للمبنى ليصبح 12 طابقا بارتفاع 55 مترا. وفي عام 1931 تم هدم المبنى واستبداله بمبنى بنك لاسال الوطني الذي تم الانتهاء من بنائه عام 1934 ويتألف من 45 طابقا، بارتفاع 163 مترا.

## اقرأ أيضا
- قائمة بأطول المباني عام 1885 م.
- شبام.